# Výfuk
Výfuk nebo výfukový systém je zařízení odvádějící zplodiny ze spalovacího motoru, vznikající při spalování paliva.
Představuje systém potrubí, který vede z prostoru spalovacího motoru. Má zabudovaný tlumič snižující hlučnost a katalyzátor, redukující obsah nebezpečných látek ve výfukových plynech. Trubkový systém výfuku může tvořit jedno nebo více potrubí, jejichž upravená koncovka upravuje akustický projev vozidla.

## Galerie

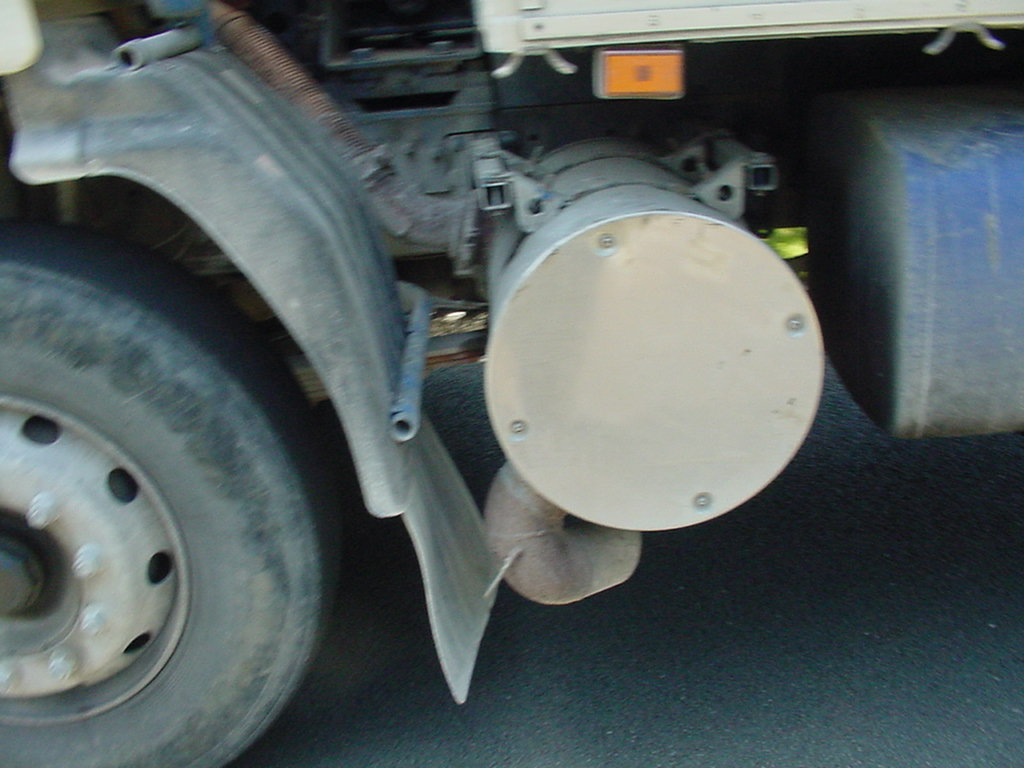
Výfuk na nákladním voze
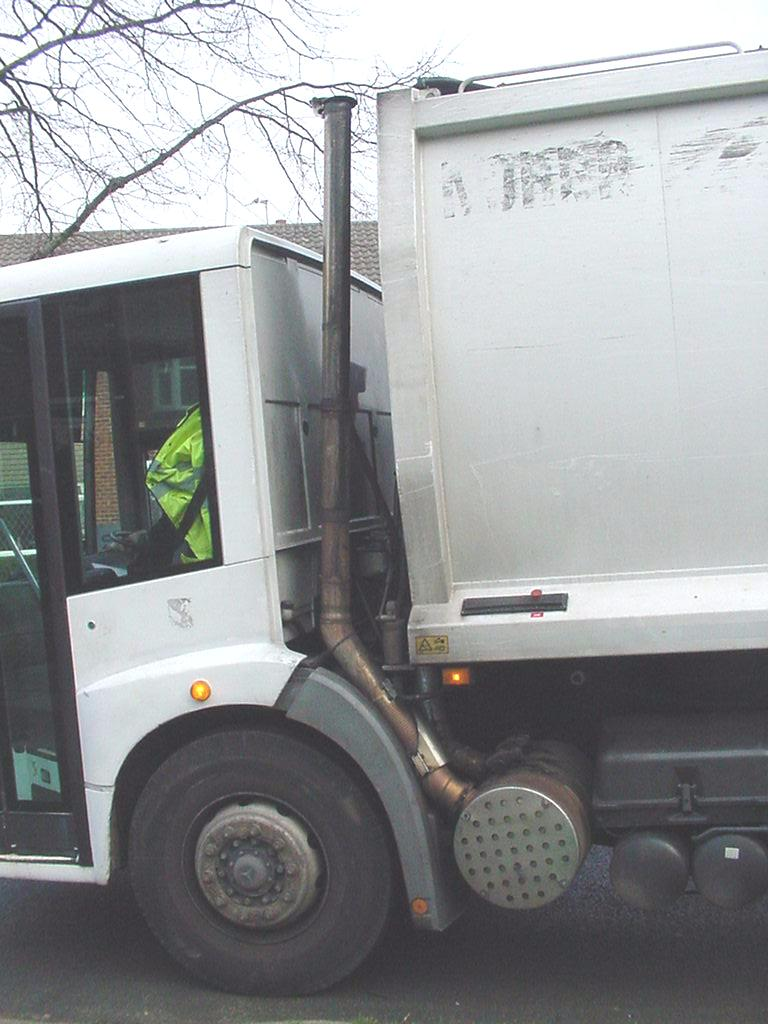
Výfukový systém na popelářském voze
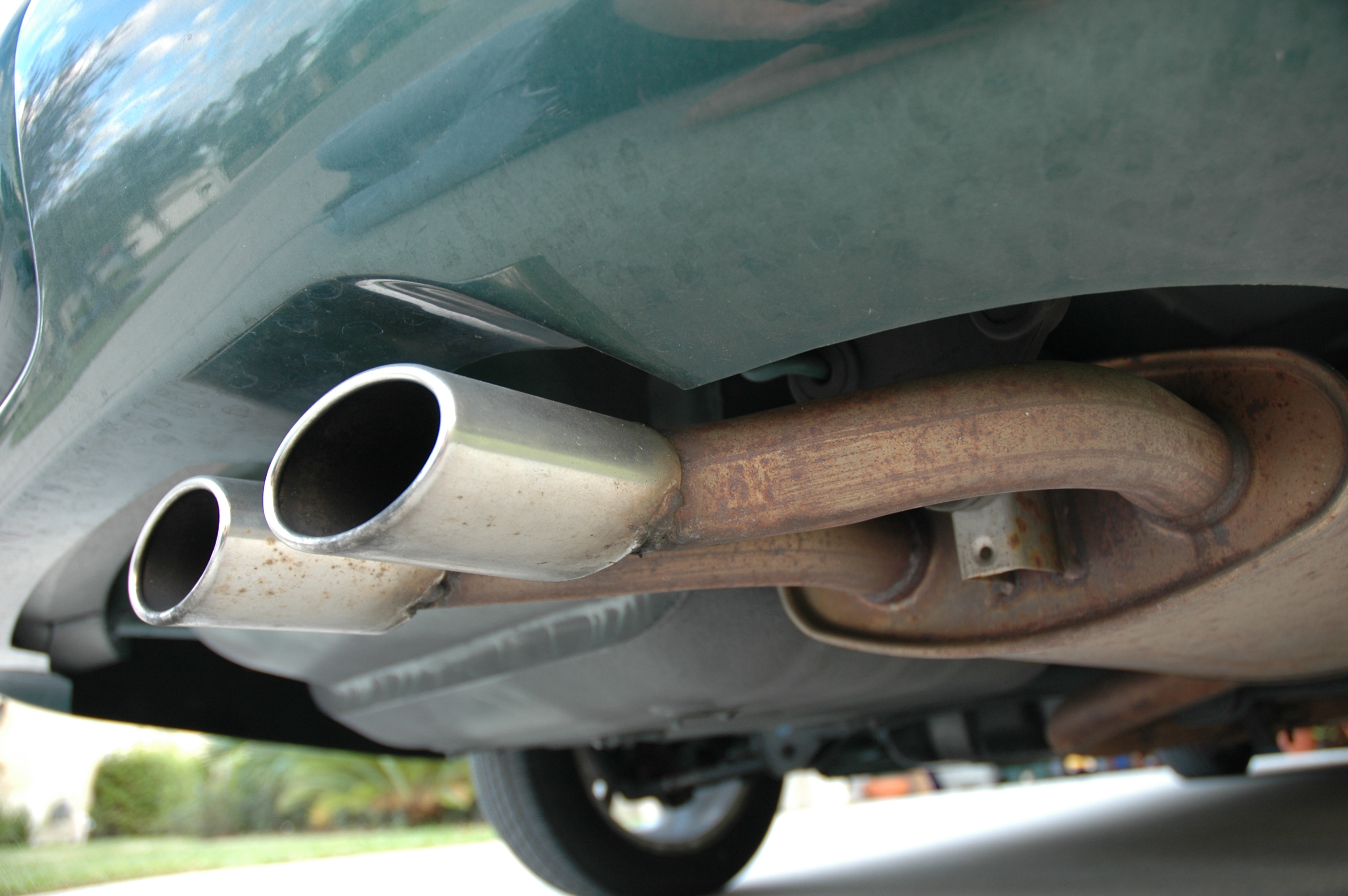
Dvojité trubky
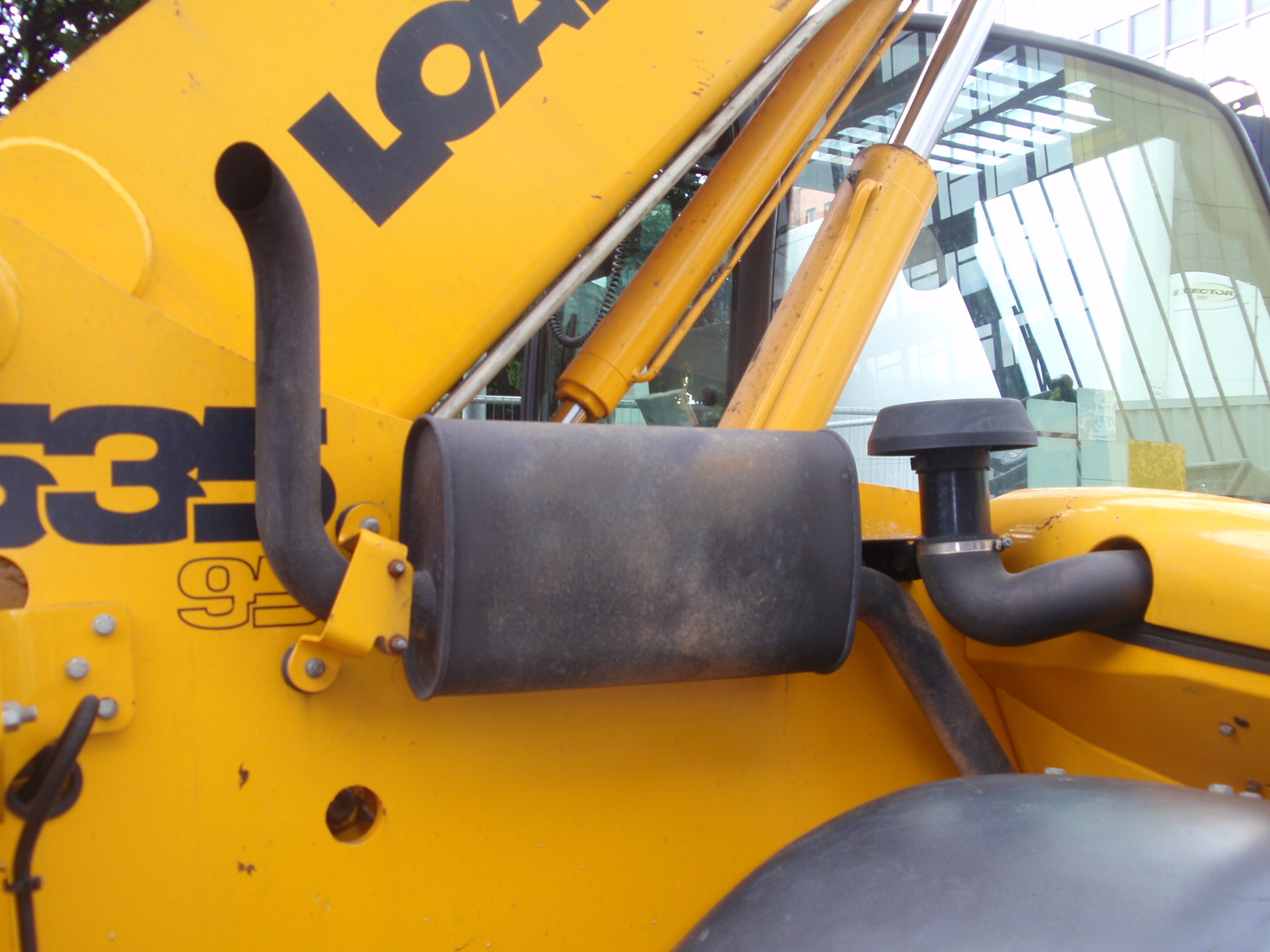
Výfukový systém na stroji s teleskopickým ramenem